# Sclerolobium
Sclerolobium là một chi thực vật có hoa trong họ Đậu.

## Các loài
- Sclerolobium albiflorum Benoist
- Sclerolobium amplifolium Ducke
- Sclerolobium aureum (Tul.) Baill.
- Sclerolobium beaureipairei Harms
- Sclerolobium bracteosum Harms
- Sclerolobium chrysophyllum Poepp.
- Sclerolobium densiflorum Benth.
- Sclerolobium denudatum Vogel
- Sclerolobium duckei Dwyer
- Sclerolobium dwyeri Cowan
- Sclerolobium eriopetalum Ducke
- Sclerolobium friburgense Harms
- Sclerolobium froesii Pires
- Sclerolobium glaziovii Taub.
- Sclerolobium goeldianum Huber
- Sclerolobium guianense Benth.
- Sclerolobium herthae Harms
- Sclerolobium hypoleucum Benth.
- Sclerolobium leiocalyx Ducke
- Sclerolobium macropetalum Ducke
- Sclerolobium macrophyllum Vogel
- Sclerolobium melanocarpum Ducke
- Sclerolobium melinonii Harms
- Sclerolobium micranthum L.O.Williams
- Sclerolobium micropetalum Ducke
- Sclerolobium odoratissimum Benth
- Sclerolobium paniculatum Vogel
- Sclerolobium paraense Huber
- Sclerolobium physophorum Huber
- Sclerolobium pilgerianum Harms
- Sclerolobium pimichinense Cowan
- Sclerolobium prancei H.S.Irwin & Arroyo
- Sclerolobium reticulosum Dwyer
- Sclerolobium rigidum J.F.Macbr.
- Sclerolobium rugosum Benth.
- Sclerolobium setiferum Ducke
- Sclerolobium striatum Dwyer
- Sclerolobium subbullatum Ducke
- Sclerolobium tinctorium Benth.
- Sclerolobium urbanianum Harms

## Hình ảnh

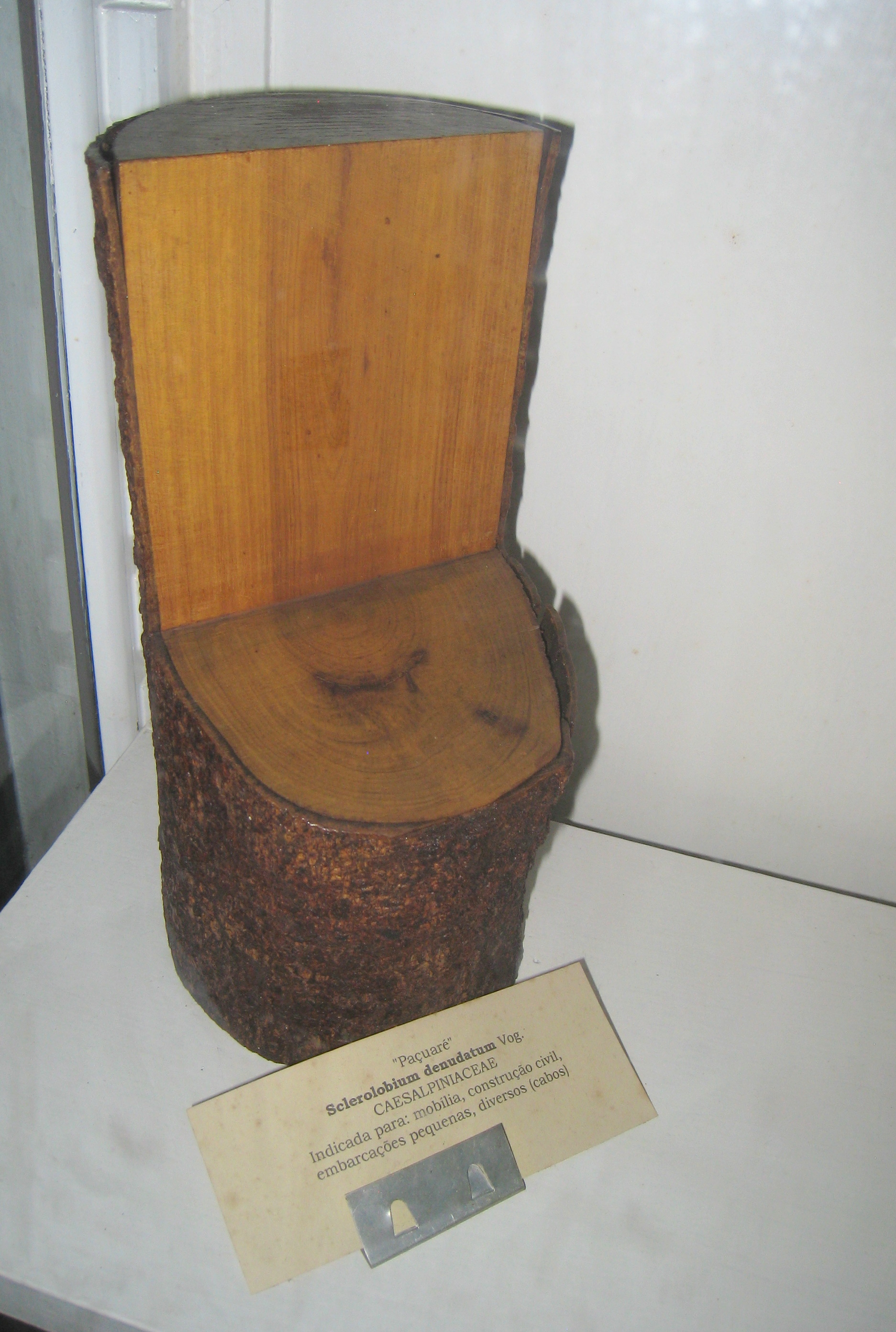
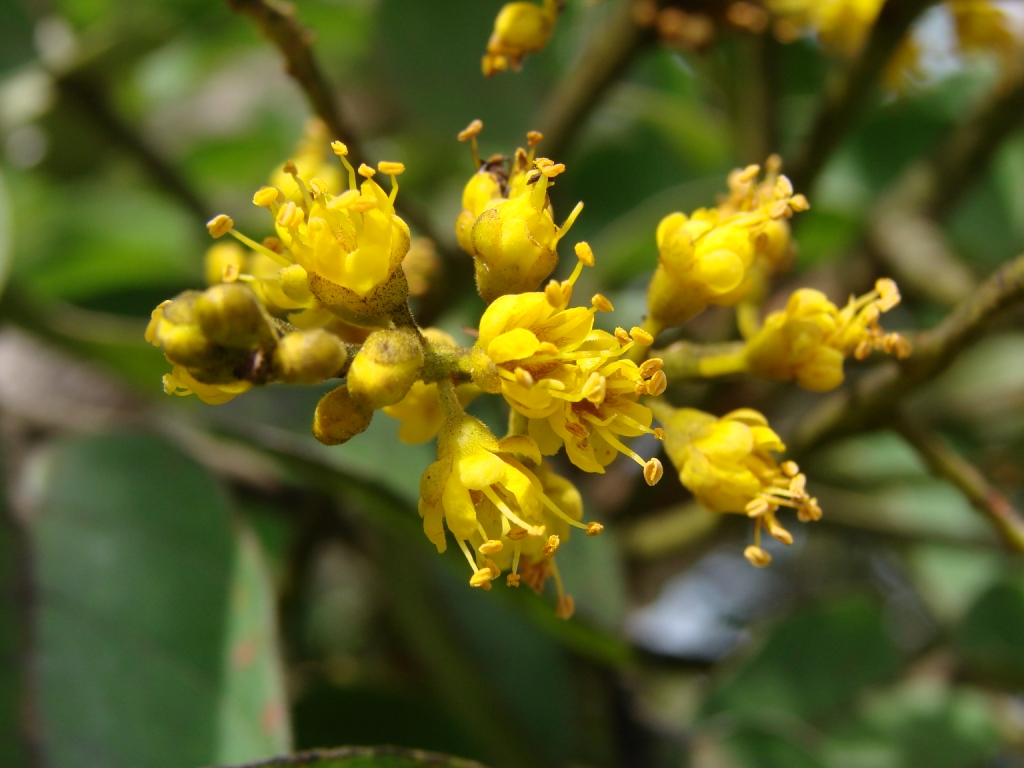
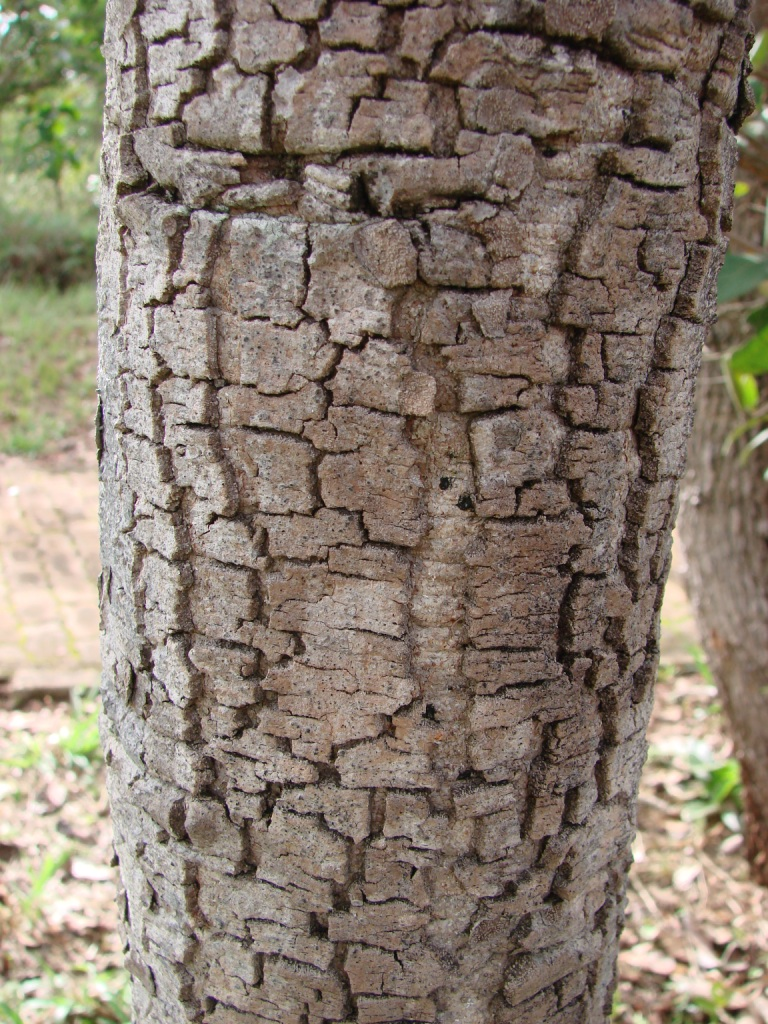
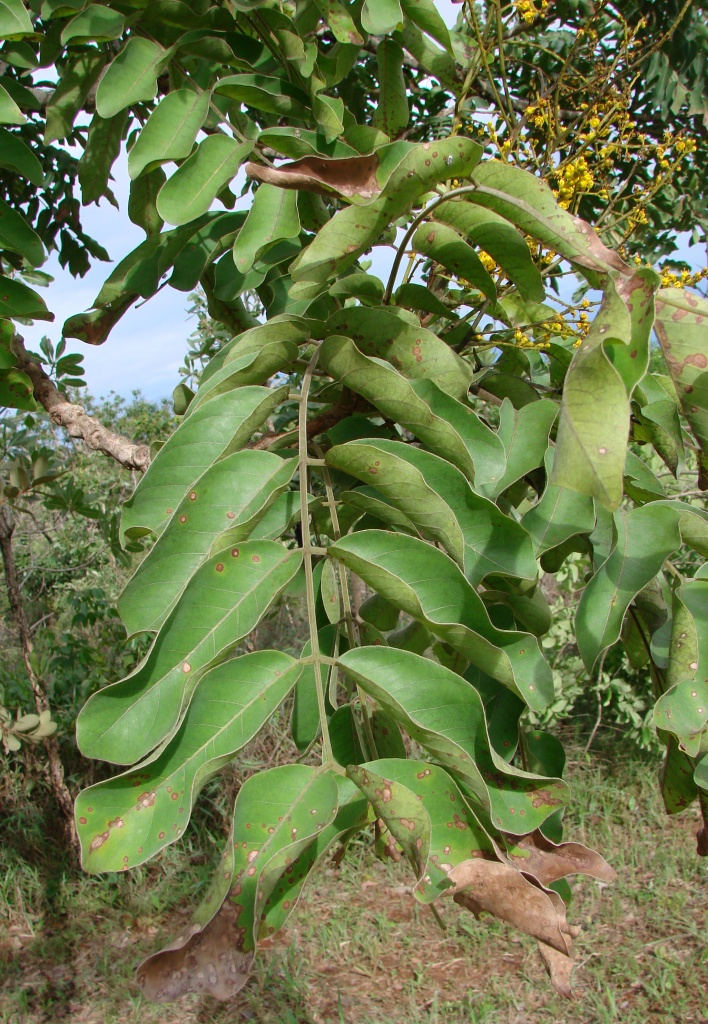